# Col de Durbize
Der Col de Durbize ist ein 550 Meter hoher französischer Gebirgspass im Zentralmassiv. Er befindet sich in der Region Auvergne-Rhône-Alpes im Départements Rhône und liegt in der Gemeinde Chiroubles. Auf der Passhöhe treffen sich die D26, D86 und die D18E1, womit der Pass über fünf verschiedene Zufahrten erreicht werden kann.

## Streckenführung
Von den fünf möglichen Zufahrten steigen mit der Südostauffahrt der D86 und den beiden Auffahrten der D26 nur drei an, während die anderen beiden von höheren Punkten zum Pass führen.
Die Nordauffahrt der D26 startet in Le Fief in der Gemeinde Émeringes und weist auf einer Länge von 7,4 Kilometern eine Durchschnittsteigung von 4 % auf. in der zweiten Hälfte des Anstiegs nehmen die Steigungsprozente etwas zu und liegen meist über 5 %. Die Südwestauffahrt von Les Crots in der Gemeinde Beaujeu ist mit 9,3 Kilometern deutlich länger. Sie steigt auf den ersten Kilometern stärker an, ehe ein rund fünf Kilometer langes Plateau folgt, auf dem sich kleine Anstiege und Abfahrten abwechseln. Auf den letzten 2,5 Kilometern beträgt die Durchschnittliche Steigung rund 3 %. Insgesamt weist die Südwestauffahrt einen Steigungsschnitt von 2,7 % auf.
Die Südostauffahrt der D86 beginnt in Belleville-en-Beaujolais, wobei die Steigungsprozente erst bei etwas Villié-Morgon zunehmen.

## Radsport
Die Tour de France 2002 führte im Rahmen des Zeitfahrens der 19. Etappe über den Col de Durbize. Von Villié-Morgon aus nahmen die Fahrer einen Anstieg auf der D18 in Angriff, ehe in der Ortschaft Les Saignes eine Bergwertung der 3. Kategorie abgenommen wurde. Die anschließende Abfahrt führte über die D18E1 auf die Passhöhe des Col de Durbize.
Auch im Jahr 2023 führte die Tour de France über den Col de Durbize. Auf der 12. Etappe absolvierten die Fahrer eine Abfahrt auf der D18E1 und gelangten somit erneut auf die Passhöhe.